# Elecciones parciales de Jersey de 2004
Elecciones parciales para elegir a un senador tuvo lugar en 2004 en Jersey.

## Resultados
Candidatos (1 electo) 
- Dick Shenton 7 144
- Juliette Gallichan 1 715
- Robert Weston 1 284
- Kevin Lewis 724
- Robert Brown 264
- Terry Coutanche 249
- Votos nulos: 13
- Porcentaje de participación: 28,32[1]